# Pedetontus gershneri
Pedetontus gershneri är en insektsart som beskrevs av Allen 1995. Pedetontus gershneri ingår i släktet Pedetontus och familjen klippborstsvansar. Inga underarter finns listade i Catalogue of Life.